# Iesi
Iesi es una localidad italiana de la provincia de Ancona, en la región de las Marcas, en el centro-este del país. Está situada en el valle del río Esino y es la sede del Obispado de Iesi. Tiene 40 410 habitantes.

## Historia
Sus orígenes se remontan a la antigua Aesis romana (247 a. C.) que tuvo categoría de municipium. En el año 756, el rey franco Pipino el Breve ayudó al papa Esteban II para defenderse de los lombardos. Puesto que la Iglesia le había apoyado para coronarse rey de los francos años antes estableciendo una alianza, Pipino acudió en su ayuda. Tras la victoria donó a la Iglesia los territorios conquistados a los lombardos con el fin de que Roma tuviera una zona más amplia para defenderse. De esta forma, las llamadas Capitulaciones de Quierzy dieron origen a los Estados Pontificios que abarcaron parte de las actuales regiones de Umbría, Emilia-Romaña y Las Marcas.
En 1194 nació en Iesi Federico II Hohenstaufen, quien más tarde se proclamaría emperador del Sacro Imperio Romano Germánico, rey de Chipre, Jerusalén y Sicilia. Federico II luchó contra la Iglesia por el dominio de Italia.
De 1798 a 1808 estuvo bajo el poder de Napoleón y a partir de 1808 fue anexionada al Reino de Nápoles. Tras la batalla de Castelfidardo, no muy lejos de la ciudad de Iesi, esta pasó en 1860 a formar parte del naciente Reino de Italia.

## Demografía
| Gráfica de evolución demográfica de Iesi entre 1861 y 2011 |
|                                                            |
| Fuente ISTAT - elaboración gráfica de Wikipedia            |

## Lugares de interés
Iesi conserva intacta la muralla medieval del siglo XIV, incluidas las puertas y las torres, que se construyó sobre el trazado de la antigua muralla romana. Debido a su particular historia, en Las Marcas hay numerosas ciudades amuralladas de la que Iesi puede ser un buen ejemplo. 
Hay que destacar la iglesia gótica de San Marco (siglo XIII), que se encuentra justo en las afueras del centro histórico. El interior tiene una nave central y dos laterales, con un fresco del siglo XIV perteneciente a la escuela de Rímini. 
El Palazzo della Signoria es de finales del siglo XV.
El Palazzo Pianetti es uno de los más destacados ejemplos de rococó italiano. La amplia fachada tiene exactamente cien ventanas, mientras que el interior tiene un destacado jardín a la italiana. El palacio alberga el museo municipal de arte, con una serie de pinturas del artista veneciano Lorenzo Lotto.

## Economía
Iesi es un mercado de cereales, frutas y verduras y posee industrias de los ramos textil, papelero, alimentario, mecánico y químico.

## Ciudades hermanadas
- Waiblingen (Alemania)
- Mayenne (Francia)